# Mandarin Oriental (Las Vegas)
Pour les articles homonymes, voir Mandarin Oriental.
Le Mandarin Oriental est un hôtel de luxe situé dans le complexe City Center, il est exploité par le Mandarin Oriental Groupe. Les espaces de vie sont caractérisées par une approche de l'Est. Le hall de l'hôtel est au 23e étage. L'hôtel propose environ 225 résidences en copropriété situées dans les étages supérieurs de la tour de l'hôtel

## Histoire
L'hôtel a été conçu par l'architecte Kohn Pederson Fox. Le Mandarin Oriental a ouvert le 5 décembre 2009. Peu après l'ouverture de l'hôtel, un restaurant français a ouvert dirigé par le cuisiner français Pierre Gagnaire.

## Emplacement
Le Mandarin Oriental, est un hôtel de 47 étages situé dans le City Center un énorme complexe urbain à usage mixte situé sur le Las Vegas Strip. Le Crystals est un centre commercial de 46000 m2. L'hôtel est à 10 minutes de l'Aéroport International McCarran.

## L'hôtel
L'hôtel contient 392 chambres, 5 bars et restaurants et un spa (Spa at Mandarin Oriental). L'hôtel comporte 1100 m2 d'espace pour la réception, une salle de bal, une salle de pré-fonction et 3 petites salles pour les réunions intimes. En outre l'hôtel       comporte une variétés de loisirs, dont une terrasse pour les piscines, 2 jacuzzis, et des cabines à louer, ainsi qu'un centre de remise en forme et un salon de beauté.

### Le Spa
Le spa est situé sur 2 étages, il comprend 17 salles de soins et des salons de relaxation qui offrent une vue sur le Las Vegas Strip. Parmi la variété des équipements de spas offerts: hammams, douches sensorielles ...

### Les Restaurants et bars
- Twist: cuisine française raffinée par le chef 3 étoiles Pierre Gagnaire.
- Mozen Bistro: un menu varié qui comprend des plats japonais, indiens et thaïlandais.
- Mandarin Bar: cocktails avec vue sur Las Vegas.
- Salon de thé: café, thé et friandises disponibles dans un salon à côté de la Sky Lobby au 23e étage.
- Piscine Café: propose un menu de plats légers pendant le petit déjeuner et le déjeuner.